# Bet Zera
Bet Zera (hebreiska: בֵּית זֶרַע, bokstavligen ”fröets hus”) är en kibbutz i Israel. Den är belägen vid Gennesaretsjöns södra strand, och tillhör distriktet Norra distriktet, i den nordöstra delen av landet. År 2016 uppgick folkmängden till 579.